# Малина (Билећа)
Малина је нестало насеље, које се налазило између Билеће и Требиња у Источној Херцеговини (Република Српска). Малина је била старо седиште рода Малешеваца.

## Положај
Малина је данас пусто селиште, лоцирано на путу Билећа–Требиње, у области Билећке Рудине. Малина се налазила на месту, које је почетком 20. века припадало општини Заречје. Данас је простор на коме се налазило нестало насеље Малина у атару села Жудојевића. Малина је била лоцирана у једној ували, затвореној са три стране. Локација овог места је била скровита и погодна за становање. Над Малином се налази Малинска Градина, са апсолутном надморском висином од 720 метара. Малина је лоцирана југоисточно од тог узвишења.
Код Малине се налази Малински поток. Он извире у ували Малина, југозападно од Жудојевића, у близини тог насеља. Извор овог потока је сталан, са великом количином воде, нарочито у кишном периоду. Малински поток је кратак, али на јесен има толико снаге, да покреће и млинове. Лети не пресушује. Становници Жудојевића и Скроботна су спровели воду од извора Малина до својих кућа. Користе је, између осталог, за заливање својих башта.

## Старине
Од материјалних остатака из прошлости, у Малини су очуване поједине старе гробнице. Све оне су четвороугаоног облика и већином су положене на земљи. Већи део њих је ишаран. Међу украсима на њима постоје слике, које представљају људе и животиње. На многима од њих је изрезан полумесец, док је на некима правилан рељеф лука и стреле. Никакви натписи се нису очували на овим надгробним споменицима.
У Малини такође постоје остаци старог селишта. Управо је то старо, напуштено насеље у коме су некада живели Малешевци. Селиште се налази у близини поменутог извора Малинског потока. У Малини су се очувале и старе омеђине. Сам назив узвишења Малинске Градине упућује на то, да се на овом месту налазило некакво утврђење. Између Малине и превоја Пресло налази се крај звани Гомила. Ту је лоцирано више праисторијских гомила.

## Из прошлости насеља
На помен Малине наилазимо у поименичном попису Херцеговине из 1475/1477. године. Тада се ово место, заједно са Скроботним („Скрободна”) помиње као зимско насеље, односно зимовалиште „џемата” (пастирске заједнице, катуна) Радана сина Новака. Овај џемат се 1475/1477. године састојао од 25 домова, као и 3 домаћинства неожењених мушкараца. Летње насеље чланова овог џемата било је у месту Корочица. Малинаје, према тадашњој административној подели, припадала нахији Рудине.
Ово насеље је било матица старог рода Малешеваца. Његови чланови су се веома рано почели расељавати са Малине. Документи сведоче о томе, да је још у 15. веку један огранак овог рода живео у недалеком Скроботну. Није познато, да су у Малини живели припадници неког другог рода, осим Малешеваца.